# 硬狸藻
硬狸藻（學名：Utricularia rigida）為狸藻屬多年生小型至中型岩生食虫植物。其种加词“rigida”来源于拉丁文“rigidus”，意为“坚硬的，僵硬的”。硬狸藻为非洲热带西部的特有種，存在于科特迪瓦、几内亚、几内亚比绍、马里、尼日利亚、塞内加尔和塞拉利昂。其岩生于有溪流的倾斜岩壁，海拔分布范围为0至1250米。1847年，路德维希·本杰明最先发表了硬狸藻的描述。其区别于同组另一个物种，四冠狸藻（U. tetraloba）的特征为：硬狸藻的花冠下唇仅具有2个裂片，而四冠狸藻存在4个裂片。

## 外部連結
维基共享资源上的相關多媒體資源：硬狸藻
 維基物種上的相關：硬狸藻